# Ibb & obb
ibb & obb é um jogo de quebra-cabeça e plataforma desenvolvido e publicado pela empresa holandesa Sparpweed Games para o PlayStation 3. Uma versão desenvolvida pela Codeglue para o Microsoft Windows foi lançada em 2014. O jogo começou como projeto de graduação de Richard Boeser e foi lançado no festival IndieCade em 2008. Uma versão para Nintendo Switch foi lançada em 5 de março de 2020, como o último lançamento da Sparpweed antes de seu fechamento.
A criatura verde, ibb, e a criatura rosa, obb, viajam por um mundo dividido por uma fina linha do horizonte; de cada lado da barreira, tudo está invertido e a gravidade atua em direções opostas. O jogo é focado no modo cooperativo e os dois personagens devem trabalhar juntos para progredir no jogo.
Os nomes intencionalmente em letras minúsculas de ibb e obb vêm do livro The Well of Lost Plots do escritor inglês Jasper Fforde, onde dois "genéricos" com esses nomes devem ganhar suas letras maiúsculas ao evoluir como personagens.

## Recepção
ibb & obb recebeu análises positivas dos críticos após seu lançamento. No Metacritic, o jogo tem pontuação de 83/100 para a versão para Windows com base em 4 avaliações, e 78/100 para a versão para PlayStation 3 com base em 16 avaliações.

## Links externos
- Site oficial